# Иван Ђурковић
Иван Ђурковић (Иванград, 26. фебруар 1986) je црногорски рукометаш који тренутно игра за црногорски клуб Будванска ривијера. Игра на позицији бека. Играо је за Беране, Металопластику, Партизан, Вартекс Ди Каприо, Метковић и Ловћен. Наступао је и за младу репрезентацију Црне Горе.